# Sankta Sofias ortodoxa kyrka, Warszawa
Sankta Sofias ortodoxa kyrka (polska: Cerkiew św. Sofii Mądrości Bożej), eller populärt kallad Sankta Sofiakatedralen, är en polsk-ortodox kyrkobyggnad belägen vid Puławska-gatan 568 i staden Warszawa i Masoviens vojvodskap i Polen.
Kyrkan tillhör Warszawas och Bielsks stift.

## Historik
Ansträngningarna för att få bygglov för en ny östortodox kyrka i Warszawa började 2004, vilket godkändes så sent som den 21 april 2015.
Kyrkan designades av arkitekten Andrzej Markowski från samma stad, men som plötsligt dog den 20 april 2019, utan att få se kyrkan stå klar.
Sankta Sofias ortodoxa kyrka är den tredje östortodoxa kyrkan som har byggts i Warszawa. Kyrkan innan byggdes 1905 och den första under den andra halvan av 1800-talet.
Grundstenen till Sankta Sofias ortodoxa kyrka i Warszawa invigdes den 5 december 2015. Ceremonin leddes av patriarken av Konstantinopel, Bartolomaios I.
Den 20 september 2020 ägde det rum en mindre invigning av kyrkan. Den större invigningen ägde rum den 14 maj 2023.

## Kyrkobyggnaden

### Exteriör
- Kyrkobyggnadens utseende är inspirerad av Hagia Sofia i Istanbul, Turkiet.[1]

- Byggnadens mått är 36,9 m x 30 m. Den centrala kupolens höjd är 21,6 m.[1]

### Inventarier
- Inne i kyrkan finns ett altare som är helgat åt Jungfru Marie födelse och ett sidoaltare som är helgat åt Pantaleon.[3]
- Ikonerna i kyrkan tillverkades av konstnärer från Ukraina, men även nunnor från ett kloster.[2]

## Bilder

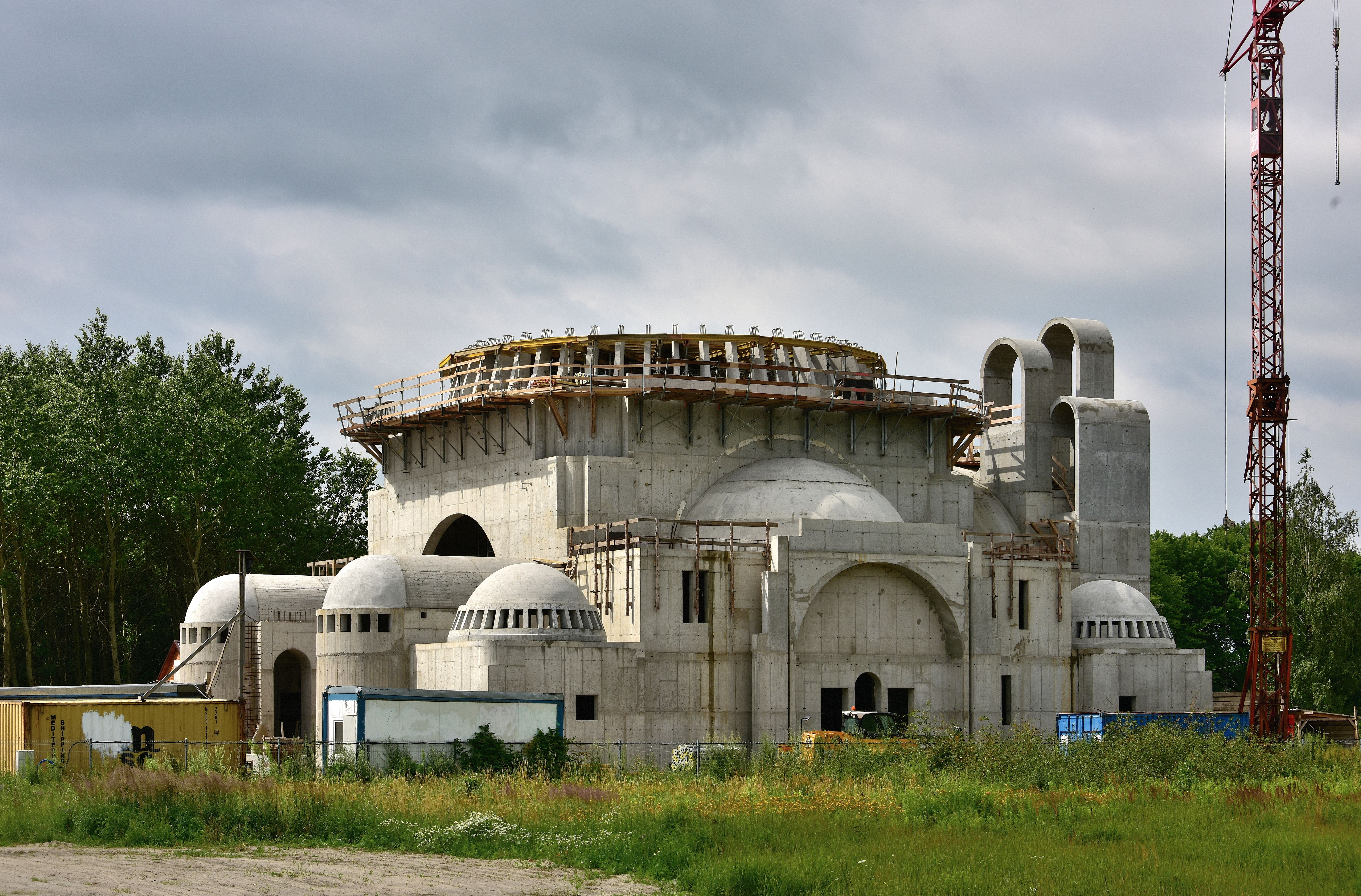
Kyrkan den 9 juli 2017.
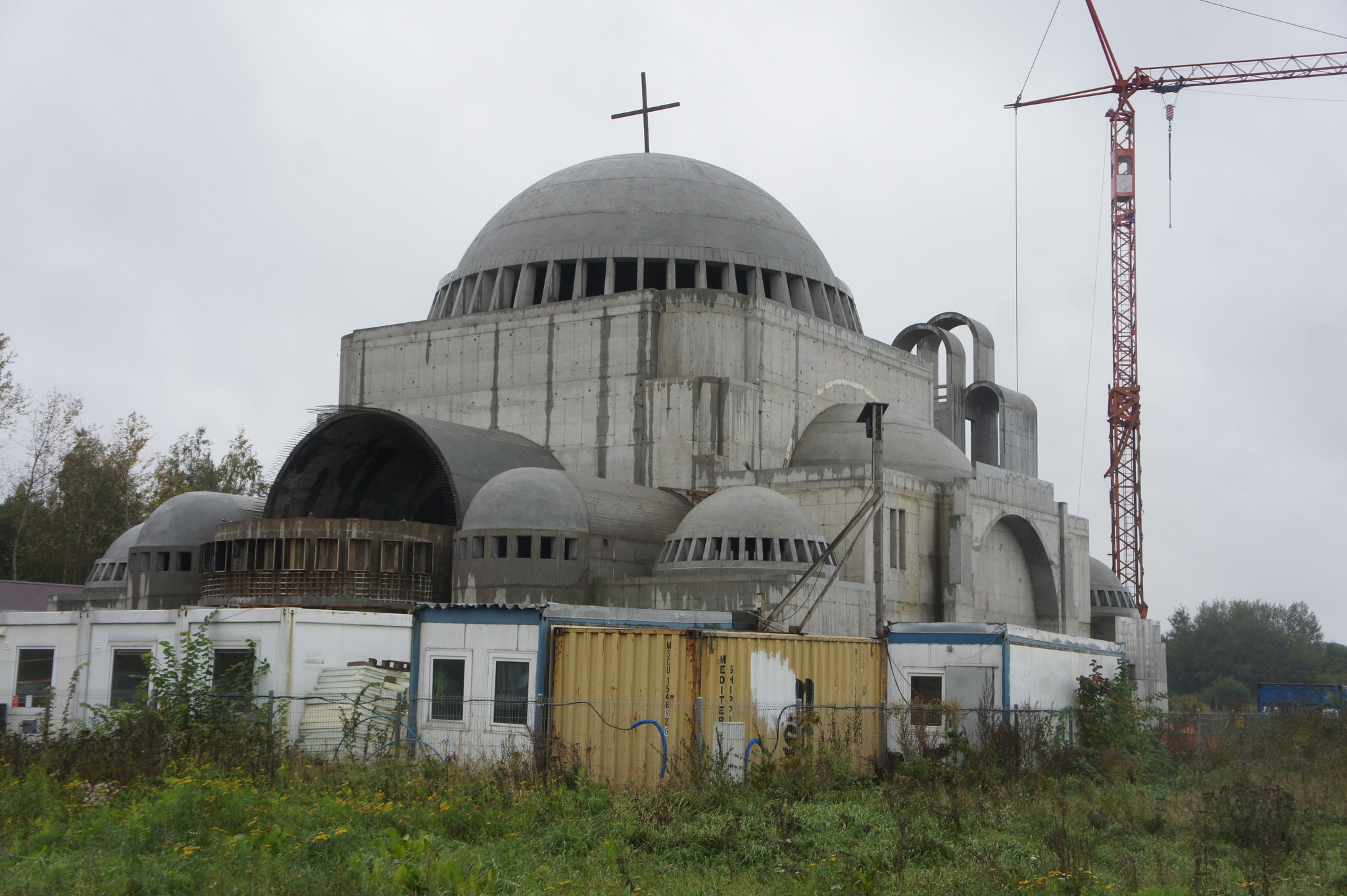
Kyrkan den 8 oktober 2017.